# Stefano Turconi
Stefano Turconi (Castellanza, 1974) és un dibuixant de còmics italià que treballa per als mercats italià i francès. És marit de la guionista de còmics Teresa Radice, amb qui ha produït nombrosos còmics infantils, com la sèrie Pippo Reporter per a Disney Itàlia (2009–2015), així com per al públic en general, com l'àlbum Il porto proibito (2015).

## Biografia
L'autor és un apassionat del dibuix des que tenia vora sis anys, i ha declarat: «Tan bon punt vaig aprendre a llegir van caure a les meves mans dos llibres d'Astèrix (La residència dels déus i Astèrix i Cleòpatra), els vaig devorar i vaig començar a copiar els personatges. M'agradava dibuixar fins i tot abans (tinc un parell de dibuixos que vaig fer quan tenia 3-4 anys amb Mickey Mouse, Goofy i altres personatges de Disney, perfectament reconeixibles), però crec que en quina direcció hauria d'anar van ser precisament aquests dos llibres els que m'ho van mostrar. En resum, des que tinc memòria sempre he volgut fer aquesta feina.»
Després d'assistir a una escola secundària d'art, va estudiar escultura a l'Acadèmia de Belles Arts de Brera, il·lustració i còmics a l'Escola Superior de la Indústria de les arts aplicades al Castell Sforza i dibuix en l'Acadèmia Disney de Milà; allà hi va entrar el 1996 i va ser alumne d'Alessandro Barbucci.

## Trajectòria professional
A partir del novembre de 1997 va començar a fer col·laboracions en les publicacions periòdiques de Disney Itàlia Topolino, PKNA, Mickey Mouse Mystery Magazine i W.I.T.C.H., va començar a treballar en els camps de la il·lustració i l'animació i anys més tard també en el de la docència com a professor a l'Escola de Còmics de Milà.
El 2001, va cofundar un estudi amb Giovanni Gualdoni anomenat Settemondi Studio, que produeix tires còmiques, particularment per a França, on seran publicades per Soleil Productions (Akamesh i Wondercity) i Éditions Paquet (Fantaghenna).
L'any 2004 va conèixer Teresa Radice, guionista de Disney Itàlia, amb qui es va casar el 2005. Des de llavors, la parella ha estat fent els seus còmics junts, primer amb setze episodis de la sèrie Pippo Reporter publicats a Topolino entre 2009 i 2015 i, un cop ja van deixar Disney, amb Viola giramondo, un àlbum juvenil publicat en un volum el 2014 a Itàlia i després a França per l'editorial Dargaud en tres volums el 2015. Viola giramondo va guanyar el 2014 el premi Carlo Boscarato a la millor historieta infantil/juvenil. Parlant de com havia nascut aquest darrer projecte, l'artista va dir que ho havia fet «a partir d'una petició concreta de l'editorial Tunué, que volia treballar amb nosaltres: acabava d'obrir la sèrie de novel·les gràfiques per a infants i adolescents «Tipitondi» i va pensar que podria ser el lloc adequat per a la nostra història extra-Disney.»
Des de 2012, el dibuixant també produeix, directament per al mercat francès, la sèrie de gags Camomille et les Chevaux, basada en un guió de Frédéric Brémaud que signa sota el pseudònim de Lili Mésange, amb segell de Bamboo Édition; La Petite Sirène, amb guió de Brrémaud i Hélène Benney, per Bamboo, i Léonid, també amb guió de Brrémaud i sota el segell de Soleil.
El 2015, Teresa Radice i Stefano Turconi van publicar a Itàlia la seva primera novel·la gràfica, Il porto proibito, publicada l'any següent a França per Glénat. L'obra va rebre el premi Gran Guinigi a la millor novel·la gràfica en el festival del còmic de Lucques el 2015 i el premi Micheluzzi a la millor tira còmica el 2016. Una segona novel·la gràfica va aparèixer el 2017, Non stancarti di andare, publicada a França l'any següent per Glénat.

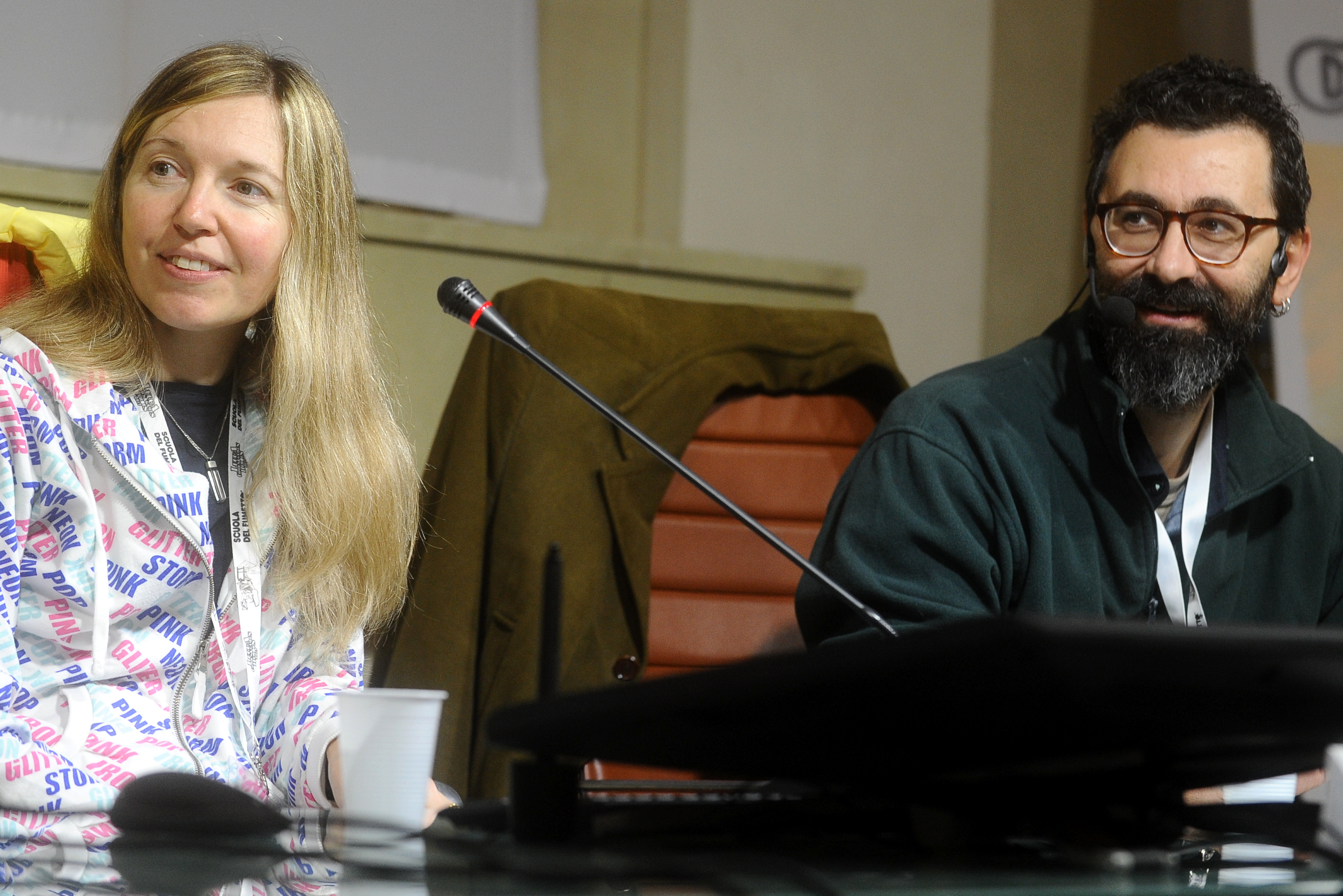
Teresa Radice i Stefano Turconi a Lucca Comics & Games (2017)

Paral·lelament, els dos autors tornen a col·laborar a Topolino amb dues adaptacions de clàssics literaris transposats amb personatges de Disney. Primer, L'isola del tesoro, amb Mickey i Goofy, basada en la novel·la homònima de Robert Louis Stevenson, publicada en els números del 3.094 al 3.096 de la revista el març de 2015 i publicada com a àlbum a Itàlia per Panini Comics el març de 2016 i després a França de Glénat a la col·lecció «Disney by Glénat» el setembre de 2019. Seguidament, Orgoglio e Pregiudizio, amb Donald i Daisy, basat en la novel·la Orgull i prejudici de Jane Austen, publicada en els números del 3.292 al 3.294 de la revista el desembre de 2018 i el gener de 2019 i posteriorment com a àlbum a Itàlia per Panini Comics el setembre de 2020.
Teresa Radice i Stefano Turconi també continuen produint còmics per a joves amb l'àlbum Tosca dei Boschi, editat en un volum a Itàlia el 2018 i en tres volums a França per Dargaud entre 2017 i 2019, i amb la sèrie Orlando Curioso, de la qual es van publicar dos volums a Itàlia i França (per Dargaud) en 2017 i 2018.
El 2019, Teresa Radice i Stefano Turconi van decidir crear un spin-off de l'àlbum Il porto proibito, Le ragazze del Pillar, que es va anunciar com el primer volum d'una sèrie i que explicava les aventures de les prostitutes del Pillar, el bordell de mariners de Plymouth que apareix en l'àlbum Il porto proibito. Le ragazze del Pillar va ser publicat a Itàlia el 2019 i a França per Glénat el 2020. El segon volum va veure la llum el 2021 amb Bao Publishing a Itàlia.
El 2020 publiquen a Itàlia la novel·la gràfica La terra, il cielo, i corvi sota el segell Bao Publishing; a França ho van fer amb Glénat i a Espanya amb Nuevo Nueve. Es tracta d'una història de guerra creada durant el confinament per COVID-19 i que va suposar un canvi en l'enfocament habitual; els autors van comentar en una entrevista: «Volíem intentar explicar una història diferent i vam intentar fer-la “per sostracció” (...) Menys personatges, una forta unitat de temps, llocs pocs però intensament viscuts, moltes vinyetes totalment silencioses, la natura com a quarta protagonista». L'obra va formar part de la selecció oficial de la cinquantena edició del Festival del Còmic d'Angulema el 2023.

## Vida privada
Stefano Turconi i Teresa Radice es van conèixer l'any 2004 quan tots dos treballaven a Disney Itàlia, i es van casar el setembre de l'any següent. Viuen amb els seus fills Viola i Michele a la Casa Senza Nord, la seva casa/estudi relativament aïllada a la muntanya, on es van instal·lar el 2011. El nom de la seva filla va servir per a inspirar l'obra de la parella Viola giramondo.

## Obra principal
| Any       | Títol                           | Format                | Editorial      | Notes | ISBN                   |
| --------- | ------------------------------- | --------------------- | -------------- | --- | ---------------------- |
| 2009–2015 | Pippo Reporter                  | sèrie de còmics       | Disney Itàlia  | Guió de Teresa Radice. Revista Topolino.                                                                      |                        |
| 2010-     | «Agatha Mistery»                | col·lecció de llibres | De Agostini    | Textos de Sir Steve Stevenson.                                                                                |                        |
| 2013      | Viola Giramondo                 | sèrie de còmics       | Tunué          | Guió de Teresa Radice. Col·lecció Tipitondi.                                                                  | ISBN 978-88-97165-78-1 |
| 2014      | La Petite Sirène                | one-shot              | Bamboo Édition | Guió d'Hélène Beney i Brrémaud, a partir del conte de Hans Christian Andersen. Col·lecció «Pouss' de Bamboo». | ISBN 978-2-8189-3160-8 |
| 2015      | Il porto proibito               | novel·la gràfica      | Bao Publishing | Guió de Teresa Radice.                                                                                        | ISBN 978-88-6543-299-0 |
| 2017      | Non stancarti di andare         | novel·la gràfica      | Bao Publishing | Guió de Teresa Radice.                                                                                        | ISBN 978-88-6543-931-9 |
| 2018      | Tosca dei Boschi                | novel·la gràfica      | Bao Publishing | Guió de Teresa Radice.                                                                                        | ISBN 978-88-3273-129-3 |
| 2019      | Le ragazze del Pillar, volume 1 | sèrie de còmics       | Bao Publishing | Guió de Teresa Radice.                                                                                        | ISBN 978-88-3273-330-3 |
| 2020      | La terra, il cielo, i corvi     | novel·la gràfica      | Bao Publishing | Guió de Teresa Radice.                                                                                        | ISBN 978-88-3273-487-4 |
| 2021      | Le ragazze del Pillar, volume 2 | sèrie de còmics       | Bao Publishing | Guió de Teresa Radice.                                                                                        | ISBN 978-88-3273-621-2 |
| 2022      | Orlando Curioso                 | sèrie de còmics       | Bao Publishing | Guió de Teresa Radice.                                                                                        | ISBN 978-88-3273-770-7 |

## Estil
Si bé Stefano Turconi es manté gràficament influenciat per l'estil de l'Acadèmia Disney que el va formar pel que fa al dibuix dels animals i la vivacitat dels personatges, aconsegueix desvincular-se'n mantenint un traç lleuger i dinàmic, i fa un excel·lent treball en els colors i les textures, aportant un dibuix amb més delicadesa i transmetent més emocions.
Stefano Turconi utilitza la tècnica del traç a llapis, «de vegades lleuger, de vegades fort, però sempre tan precís i evocador», sense entintar, en colors directes «fins i vius», destacant la seva línia arrodonida i suau, molt expressiva i de gran llegibilitat, el seu joc sobre l'enquadrament i la dinàmica dels personatges creant un ritme sostingut.
Per a la seva primera novel·la gràfica, Il porto proibito, Stefano Turconi treballa sense colors, conservant el seu dibuix a llapis en blanc i negre, un estil gràfic inspirat en el que va adoptar Cyril Pedrosa per a Trois Ombres el 2007, un còmic que el va marcar. Aquesta decisió, que es pot justificar pel dinamisme i la precisió de les expressions, pot desconcertar pel fet de donar la impressió de ser en presència d'un simple esbós abans d'entintar, però la delicadesa del traç, que juga amb el suggeriment, deixa així al lector la seva part de somni.
Per a la seva segona novel·la gràfica, Non stancarti di andare, torna a un treball dibuixat a llapis en colors directes i produeix unes làmines sensibles i delicades, precioses «com aquells raigs de sol que travessen els núvols sobre el port de Gènova, tot just dibuixat, que inaugura l'àlbum», fent palpables, a través dels seus gràfics expressius, les emocions dels personatges, creant atmosferes fortes i utilitzant un joc de colors i ombreig per representar gràficament els desplaçaments temporals.
Segons Stefano Turconi, les seves principals influències són «Barbucci, Carpi, Scarpa... i Cavazzano, però en menor mesura, ell més per la seva manera de narrar que pel seu estil de dibuix»; i, fora de l'entorn Disney, cita els dibuixants Hugo Pratt, Albert Uderzo i Cyril Pedrosa, l'il·lustrador Rien Poortvliet pels seus gnoms i l'artista Shane Mahan pel seu Batman com autors que han marcat la seva manera de dibuixar, tot i que també li agrada molt la feina del dissenyador Man Arenas i l'estil d'animació de Disney de les dècades del 1960 i del 1970.

## Reconeixement
- 2014: Premi Carlo Boscarato al millor còmic infantil/juvenil del Treviso Comic Book Festival per Viola giramondo (amb Teresa Radice)[6]
- 2015: Premi Gran Guinigi a la millor novel·la gràfica del Festival del còmic de Lucques per Il porto proibito (amb Teresa Radice)[8]
- 2016: Premi Micheluzzi al millor còmic del Napoli Comicon per Il porto proibito (amb Teresa Radice)[9]